# Kathedrale von Curtea de Argeș

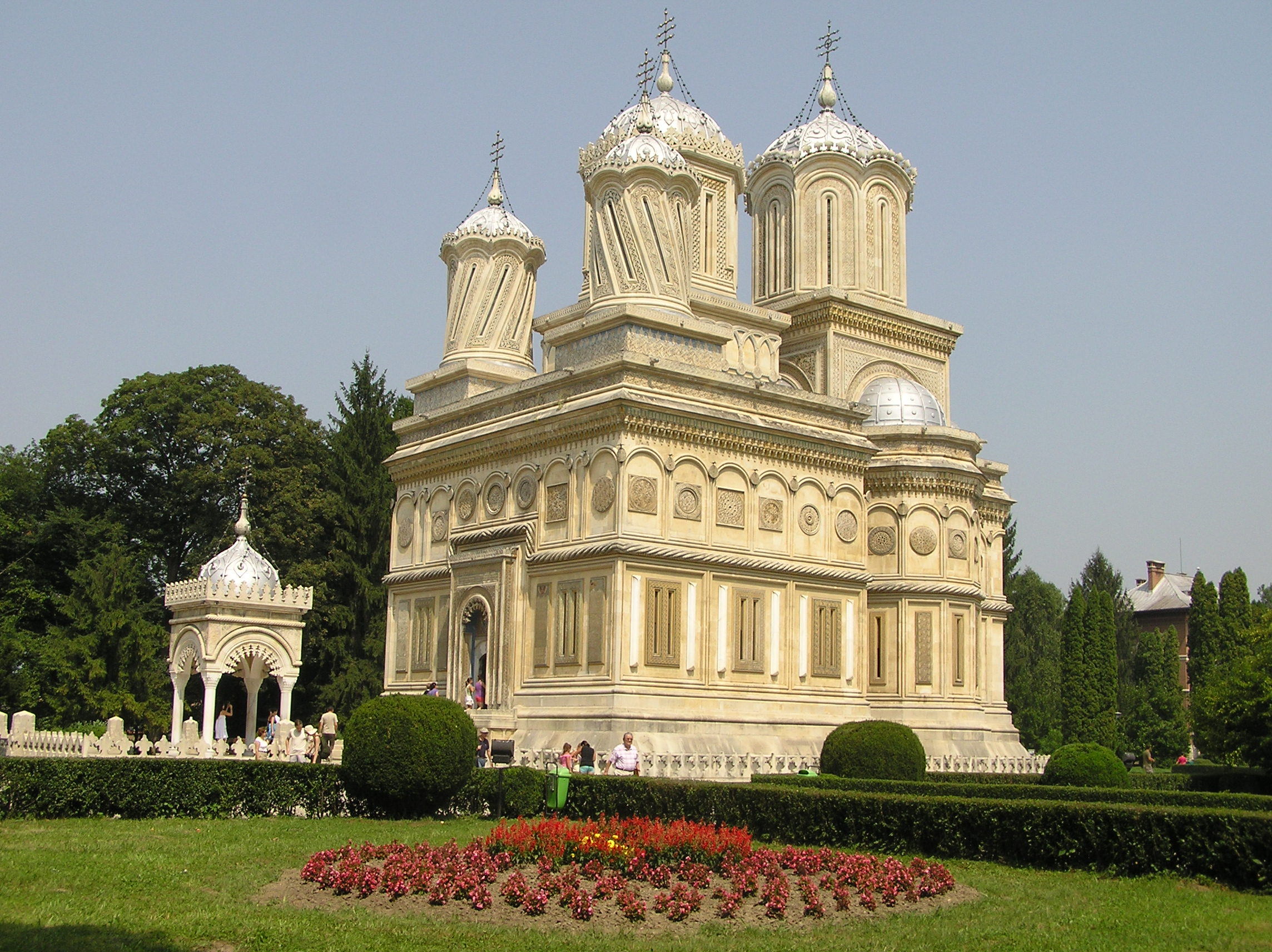
Kathedrale (Sitz der Erzdiözese Argeș und Muscel)

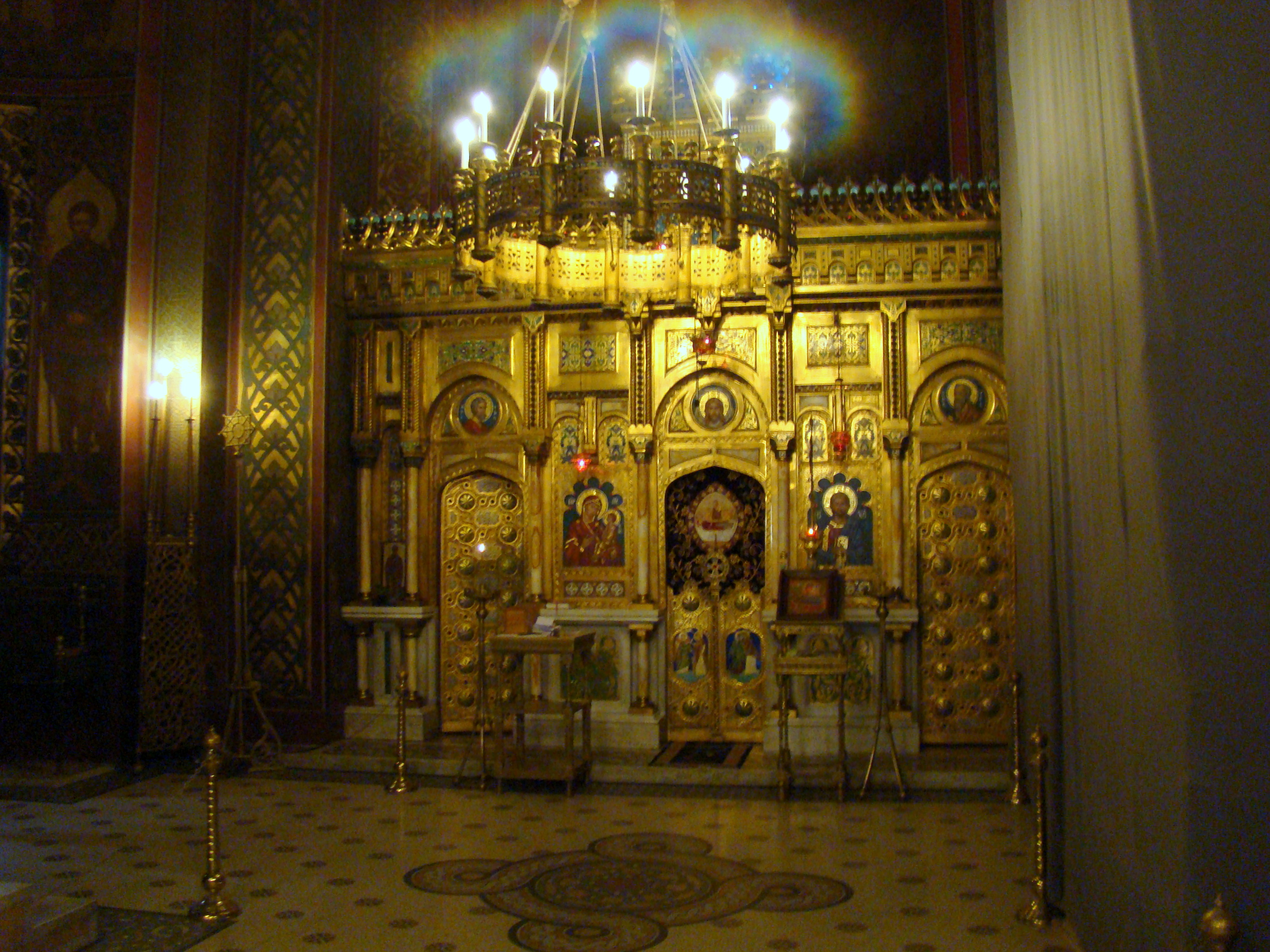
Ikonostase der bischöflichen Kathedrale

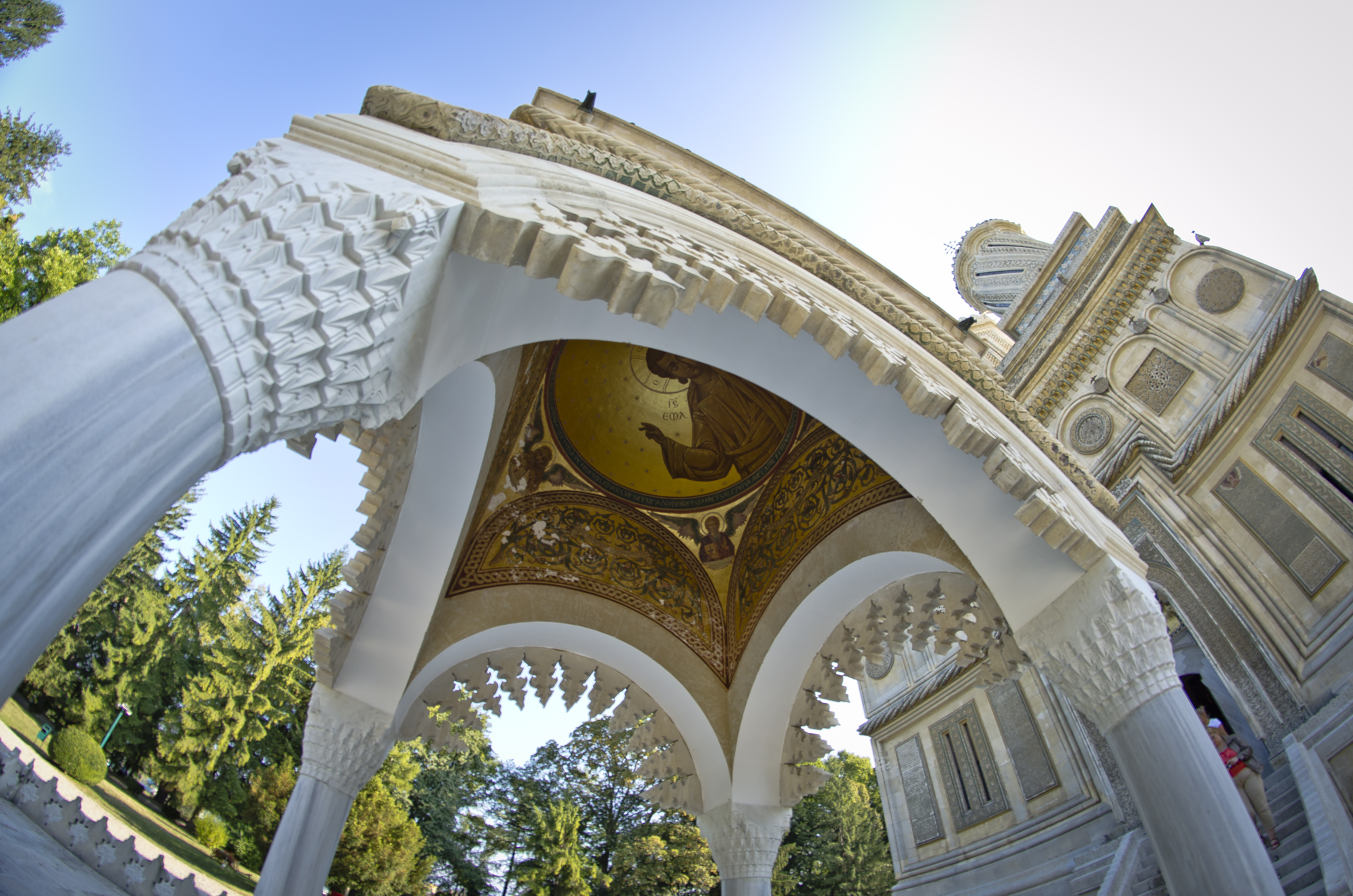
Pavillon des Taufbeckens vor der Kathedrale (Blick in die Kuppel)

Die Kathedrale von Curtea de Argeș (rumänisch Mănăstirea Curtea de Argeș „Kloster von Curtea de Argeș“ bzw. Catedrala Curtea de Argeș) ist die Kathedrale der Rumänisch-Orthodoxen Kirche in der rumänischen Stadt Curtea de Argeș.

## Kathedrale
Die Kathedrale ist der Entschlafung der Mutter Gottes (Mariä Entschlafung) geweiht und ist der Sitz der Erzdiözese Argeș und Muscel. Das Äußere der Kirche ist im neobyzantinischen Stil mit maurischen Arabesken gehalten. Mit dem Bau des Klosters wurde Anfang des 16. Jahrhunderts begonnen und im 19. Jahrhundert beendet. Der Aufbau der Kathedralkirche Adormirea Maicii Domnului fand von 1512 bis 1517 statt. Die Stätte wird in der rumänischen Liste historischer Denkmäler unter dem „Cod LMI AG-II-a-A-13628“ geführt.

## Grablege der rumänischen Königsfamilie

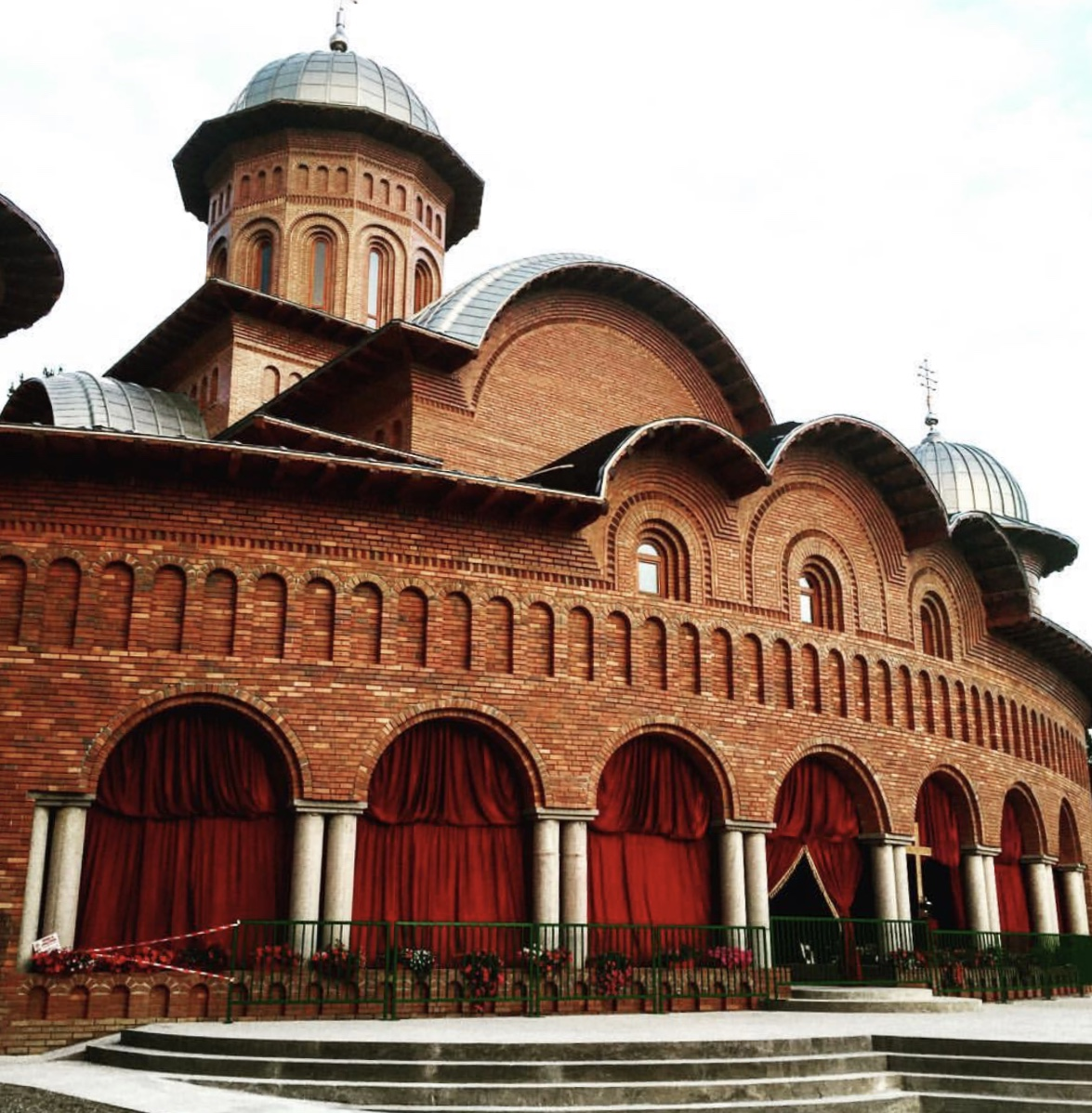
Fassade des Königlichen Mausoleums

In Curtea de Argeș befindet sich auch die Grablege der rumänischen Königsfamilie. Die folgenden Mitglieder wurden dort bestattet:
| 1. Prinzessin Maria (1870–1874) – (Tochter von König Karl I.) 2. Karl I., König von Rumänien (1839–1914) 3. Elisabeth zu Wied, Königin von Rumänien (1843–1916) – (Gemahlin von König Karl I.) 4. Prinz Mircea (1913–1916) – (Sohn von König Ferdinand I.) 5. Ferdinand I., König von Rumänien (1865–1927) 6. Marie von Edinburgh, Königin von Rumänien (1875–1938) – (Gemahlin von König Ferdinand I.) 7. Karl II., König von Rumänien (1893–1953), die sterblichen Überreste wurden 2003 von Lissabon überführt 8. Anna von Bourbon-Parma, (1923–2016) – (Gemahlin von König Michael I.) 9. Michael I., König von Rumänien (1921–2017) |